# NGC 2467
NGC 2467 ist ein noch junger offener Sternhaufen im südlichen Sternbild Puppis (Achterschiff). Er hat eine Winkelausdehnung von 15,0′ und eine scheinbare Helligkeit von 7,1 mag. Der Sternhaufen ist etwa 4500 Lichtjahre vom Sonnensystem entfernt.
Der Sternhaufen befindet sich noch in einem Kokon aus Gas und Staub, in dem seine Sterne entstanden sind. Diese massereichen Sterne sind so heiß, dass sie überwiegend im ultravioletten und kurzwelligen blauen Licht strahlen. Die energiereiche Strahlung regt den sie umgebenden Wasserstoff zum Leuchten an, mit der rötlichen H-alpha-Strahlung, die im Bild oben zu sehen ist. Aus diesem Grund werden solche Gaswolken auch H-alpha- oder Emissionsnebel genannt.
Das Objekt wurde am 9. Dezember 1784 von William Herschel entdeckt.

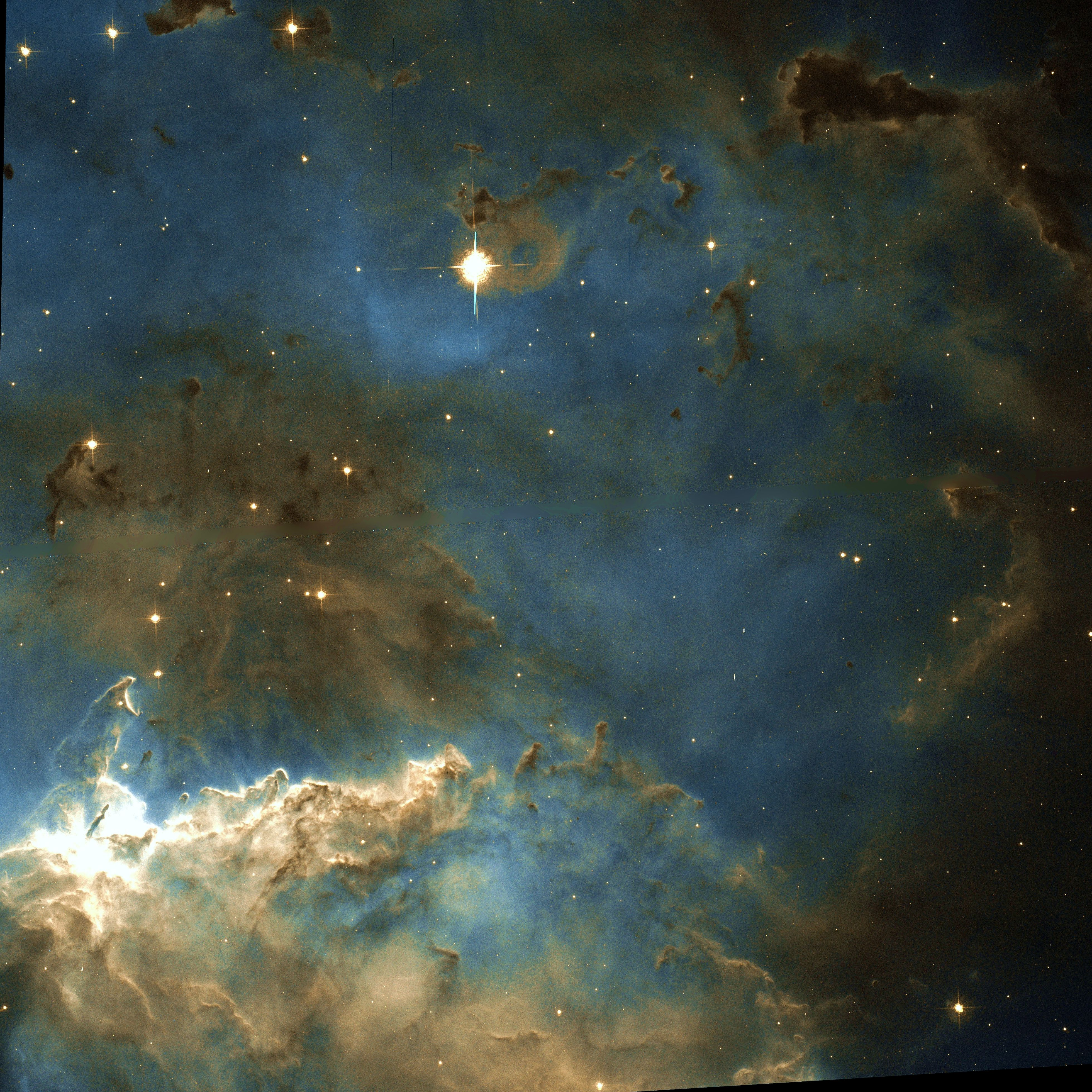
Detail, Hubble-Weltraumteleskop